# Omar Naranjo

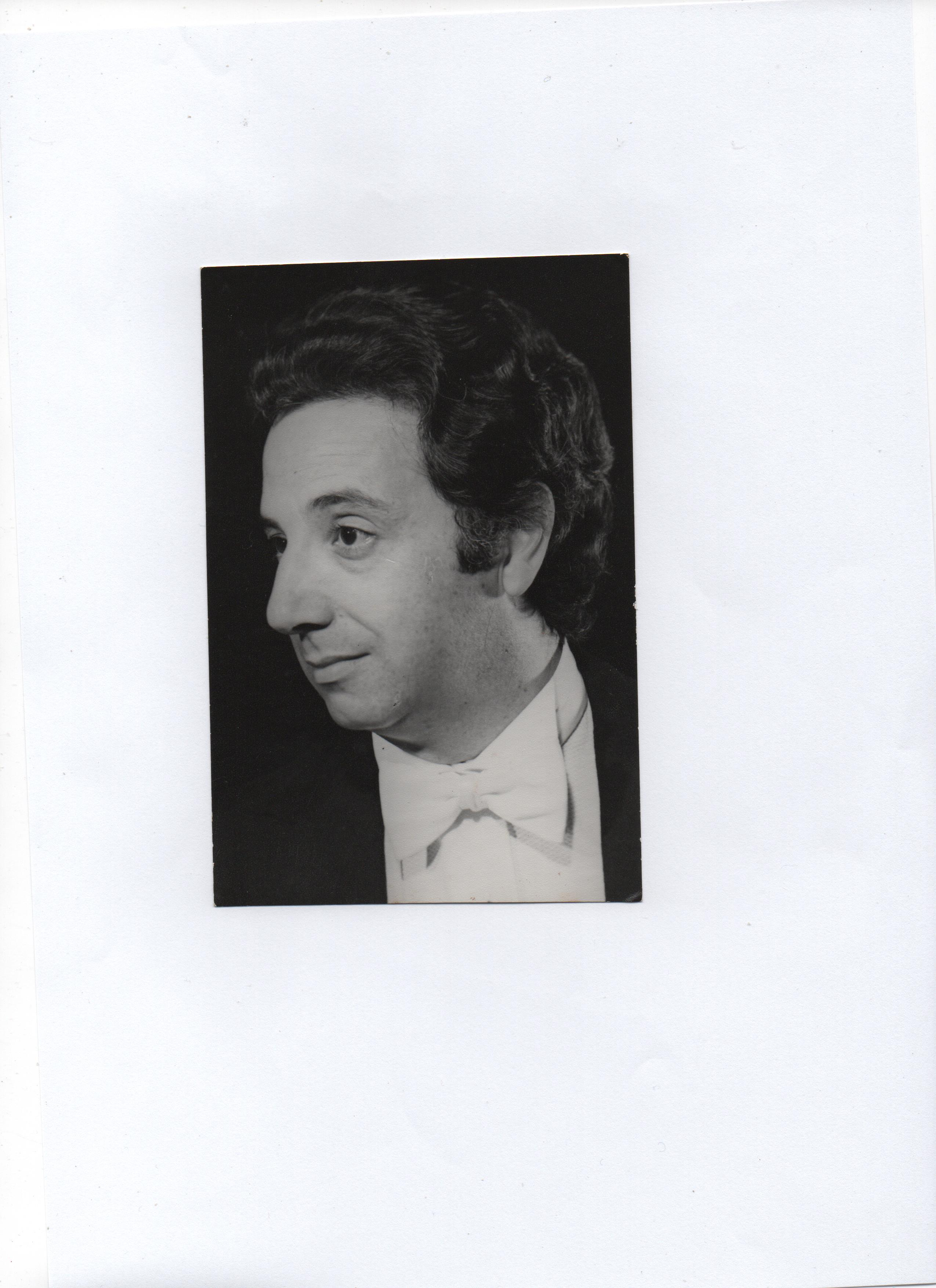

Omar Naranjo es un pianista de los más destacados en lo clásico, a nivel mundial. Nació en Montevideo, República Oriental del Uruguay, en el año de 1938 falleció el 6 de abril de 2019 (Montevideo, Uruguay).
Se formó al piano con los maestros Guillermo Kolischer, Eliane Richepin, y Santiago Baranda Reyes. Ha dado conciertos en varios países, revalidando esa calidad de maestro de la música. Fue galardonado con los primeros premios en múltiples concursos en la República Oriental del Uruguay y en países de todo el mundo. Entre 1962 y 1968 se presenta a los concursos del SODRE (Servicio Oficial de Difusión Radioeléctrica – Uruguay), obteniendo en tres oportunidades el premio que lo habilitó para actuar en conciertos con el Instituto. En 1964 recibe una beca del gobierno de Alemania para tomar clases de perfeccionamiento y técnica pianística en la Escuela Superior de Música de Friburgo. En 1966 recibe el primer premio por unanimidad en el concurso organizado por JJMM (Juventudes Musicales) de Chile, brindándole la oportunidad de realizar una gira por ese país. Actuó como solista con la OSSODRE (Orquesta Sinfónica del SODRE – Uruguay), Filarmónica de Montevideo y Orquesta de la Municipalidad de Mar del Plata (de la República Argentina), y fue dirigido por maestros de renombre internacional. Además de su carrera de concertista ha desarrollado una amplia tarea como docente en Uruguay, teniendo a su cargo cinco cátedras en la Escuela Universitaria de Música, dos en la escuela municipal de música y una en la Escuela de Arte Lírico.